# La Trinité (Alpes Marítimos)
La Trinité é uma comuna francesa na região administrativa da Provença-Alpes-Costa Azul, no departamento Alpes Marítimos. Estende-se por uma área de 14,9 km², com  (Trinitaires) 10046 habitantes, segundo os censos de 1999, com uma densidade de 674 hab/km².